# Мусафойо
Мусафойо (фр. Moussafoyo) — небольшой город и супрефектура в Чаде, расположенный на территории региона Среднее Шари. Входит в состав департамента Бар-Кох.

## Географическое положение
Город находится в южной части Чада, к югу от реки Шари, вблизи государственной границы с Центральноафриканской Республикой, на высоте 348 метров над уровнем моря.
Мусафойо расположен на расстоянии приблизительно 530 километров к юго-востоку от столицы страны Нджамены.

## Население
По данным официальной переписи 2009 года численность населения Мусафойо составляла 36 648 человек (18 322 мужчины и 18 326 женщин). Население супрефектуры по возрастному диапазону распределилось следующим образом: 51,4 % — жители младше 15 лет, 45,7 % — между 15 и 59 годами и 2,9 % — в возрасте 60 лет и старше.

## Транспорт
Ближайший аэропорт расположен в городе Сарх.